# Magnolia denudata
Magnolia denudata, la magnolia yulan, o Yulan, es una especie de árbol perteneciente a la familia de las magnoliáceas. 

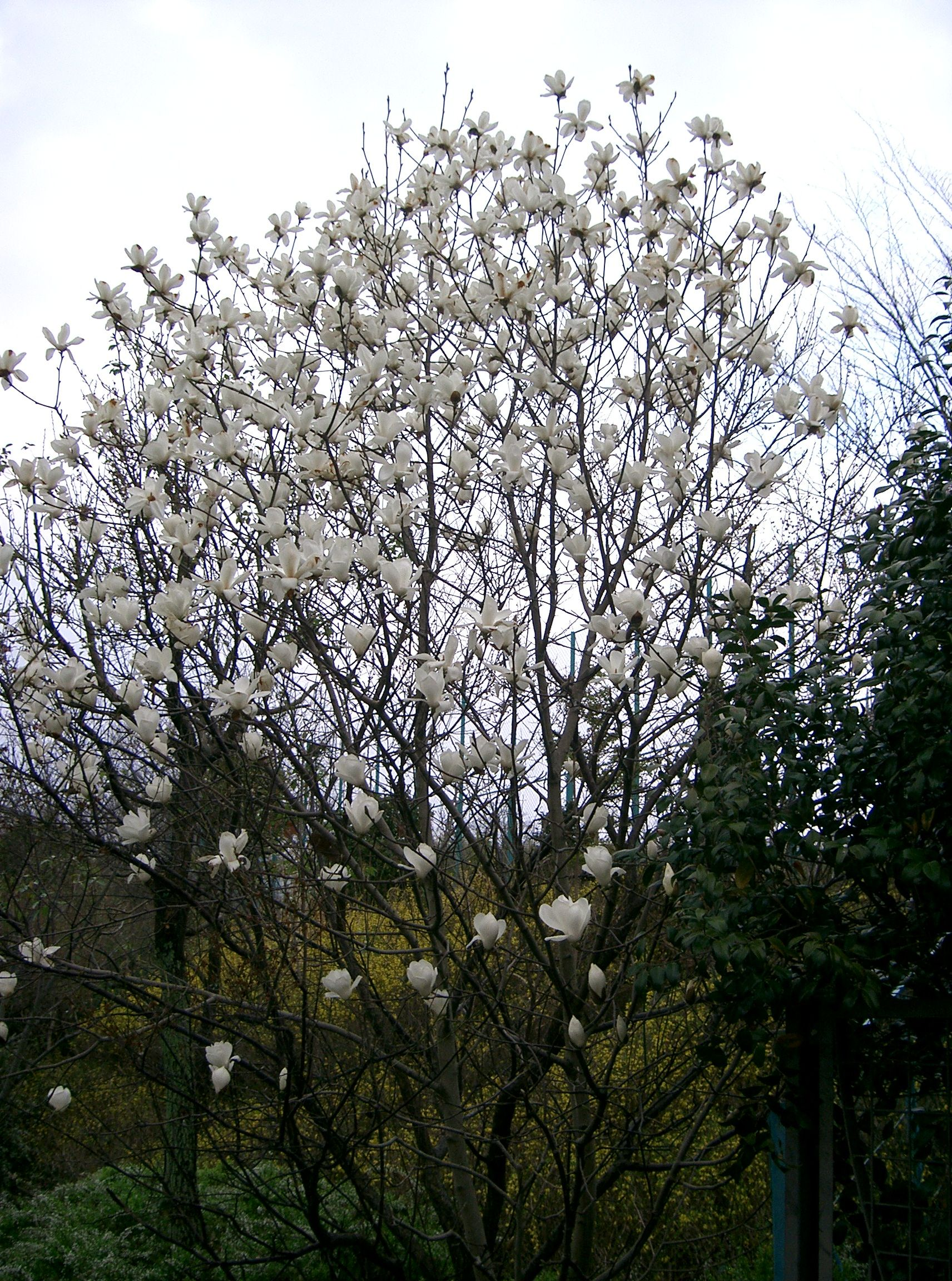

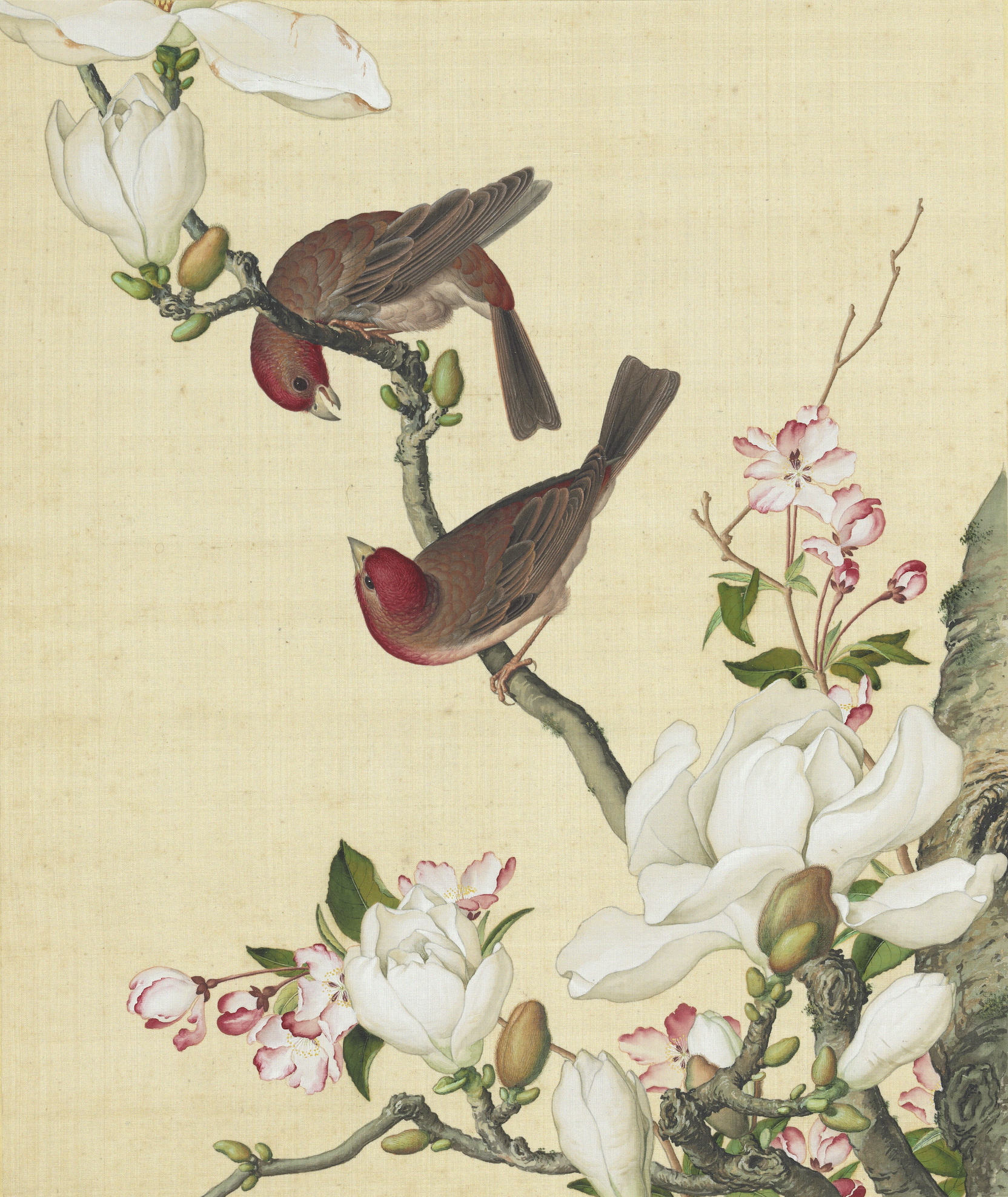
Ilustración

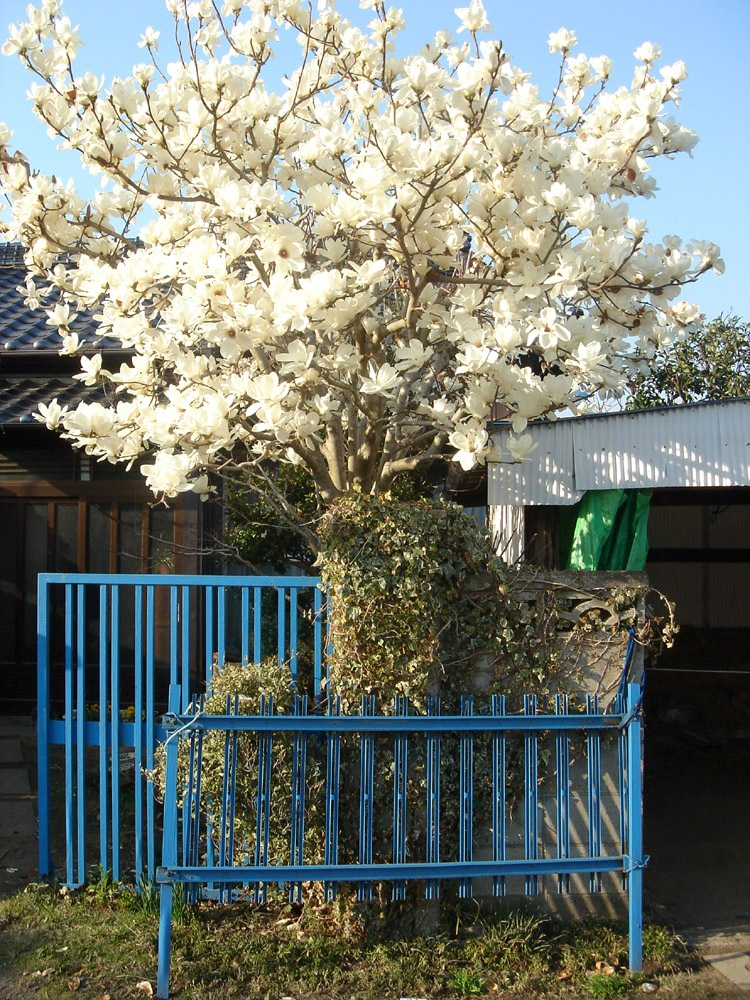
Planta en flor

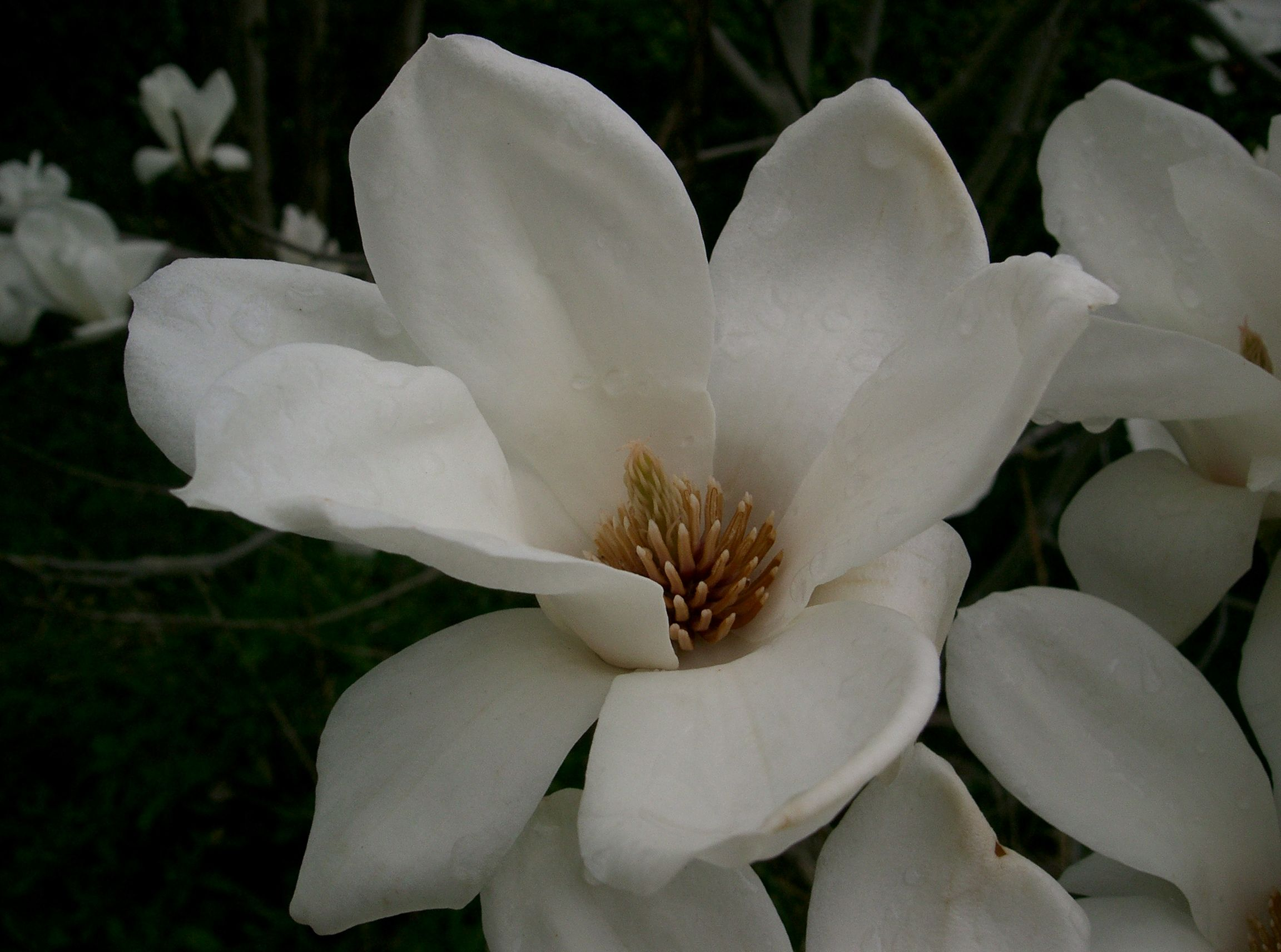
Flor

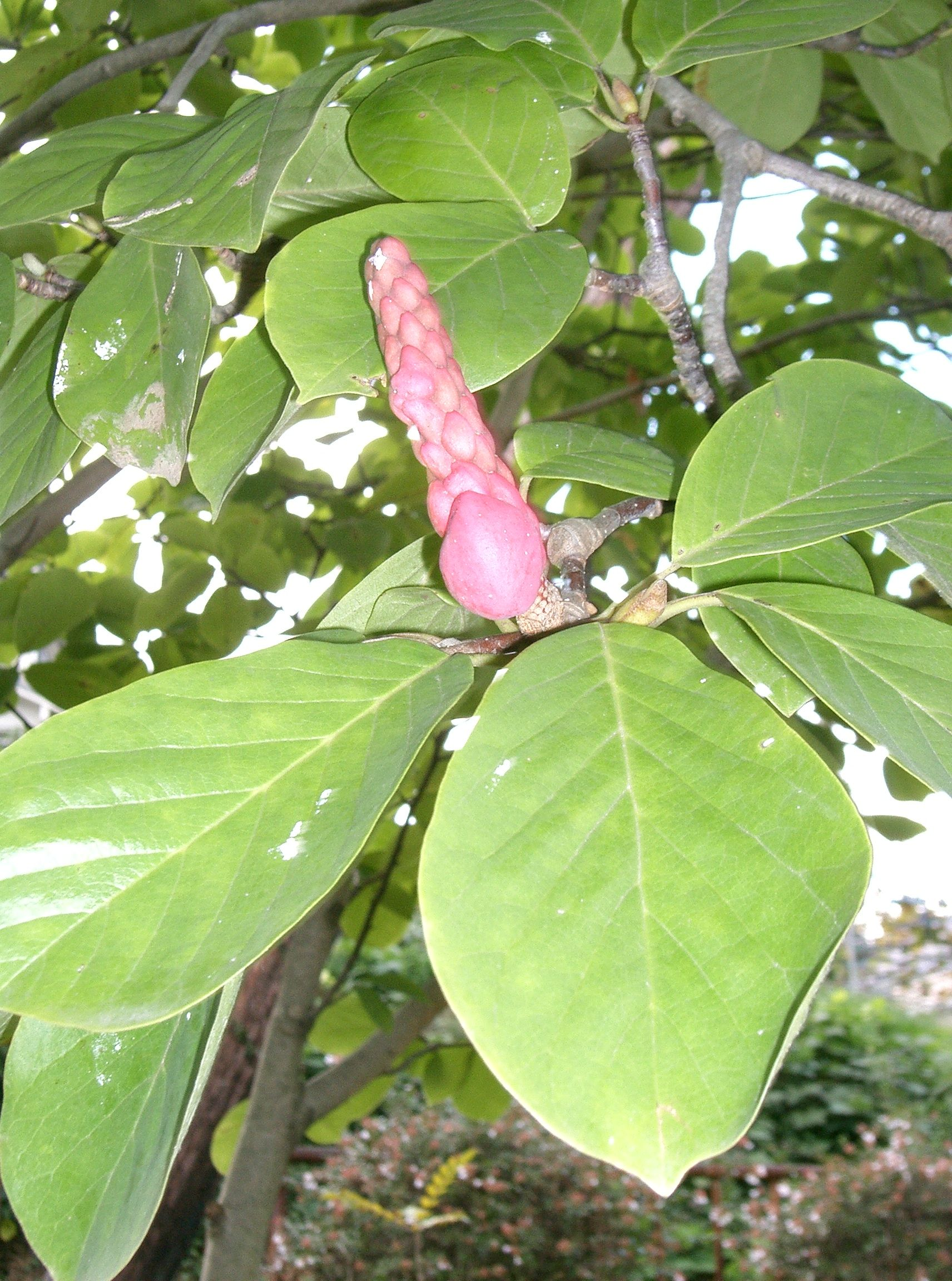
Hojas

## Distribución
Es nativa del este y el centro de China. Ha sido cultivada en templos chinos budistas desde 600 a. C. Sus flores han sido evocadas como un símbolo de pureza en la Dinastía Tang y fue plantada en los jardines del palacio del Emperador.  Es la flor oficial de la ciudad de Shanghái.

## Descripción
Árbol caducifolio muy ramoso que apenas alcanza 15 m de altura. Es algo redondeada, muy escamada, de textura gruesa. Las hojas son ovales, verde brillantes, de 15 cm longitud y 8 cm de ancho, con la base cuneada y el ápice puntiagudo. Limbo de haz verde y envés más pálido y pubescente. Las flores de color blanco marfil, de 10–16 cm de diámetro, con 9 tépalos cóncavos, gruesos. Aparecen antes que las hojas, emergiendo tempranamente en toda la primavera, con una intensa y bella fragancia a citrus-limón, se preparan para madurar al marrón, si no es sujeta de helada. Frutos erectos, marrones, fusiformes, de 8-12 cm de longitud,la 
semillas es de color rojo brillante. Forma de la fruta: alargado. Tronco y ramas muy vistosas, la corteza es delgada y se daña fácilmente por impacto mecánico.
Esta planta es similar a otras magnolias que viven en suelo rico, húmedo, y protegidas de climas extremos.

## Cultivo y usos
Se multiplica por acodos. Soporta bien el frío y necesita suelos de tipo medio no alcalinos. Se cultiva a pleno sol o a media sombra. Se utiliza aislado o en grupos, destacando su floración antes de que aparezcan las hojas. Para un correcto desarrollo de los árboles jóvenes se aconseja abonarlos a finales de invierno o inicios de primavera, cuando comienzan a producir las hojas, usando un abono orgánico o de liberación lenta.

## Irrigación
- Clima continental: Se aconseja regar la Magnolia denudata con bastante frecuencia porque prefiere terrenos frescos y húmedos; durante la temporada fría debe regarse solo si es necesario, evitando dejar secar completamente el sustrato.

- Clima alpino: De abril a septiembre los riegos deben ser muy frecuentes, intentando mantener el terreno constantemente húmedo, evitando los excesos; durante los restantes meses del año podemos regar esporádicamente.

- Clima mediterráneo: Se aconsejan riegos muy frecuentes y abundantes, de manera que se mantenga el terreno constantemente húmedo. Podemos espaciar los riegos durante el invierno.

## Temperaturas
- Clima continental: Para un desarrollo lozano necesita gozar de muchas horas de luz solar directa al día. Se aconseja cultivar esta planta en un lugar resguardado del hielo y del viento, aunque puede soportar sin problemas pequeñas heladas.

- Clima alpino: Prefiere posiciones bien soleadas, donde puedan gozar de los rayos directos del sol. Estas plantas temen heladas excesivamente fuertes, entonces se aconseja cultivarlas en un lugar al reparo del viento, como por ejemplo el amparo de la casa; o en cambio podemos cubrir durante el invierno la parte aérea con tejido no tejido.

- Clima mediterráneo: Pueden tolerar algunas horas en semi-sombra, pero necesitan al menos de algunas horas de luz solar directa. No temen el frío y soportan también temperaturas cercanas a los -5 °C; en general se cultivan en el jardín sin problemas, o se ponen al reparo del viento.

## Taxonomía
Magnolia denudata fue descrito por Louis Auguste Joseph Desrousseaux y publicado en Encyclopédie Méthodique, Botanique 3(2): 675. 1792.
Etimología
Magnolia: nombre genérico otorgado en honor de Pierre Magnol, botánico de Montpellier (Francia).
denudata: epíteto latino que significa "desnuda", quizás por su aspecto cuando está en floración. 
Sinonimia
- Magnolia yulan' Desf.   [1809]
- Magnolia precia Loisel.
- Magnolia conspicua Salisb.[7]
- Gwillimia yulan (Desf.) Kostel.
- Lassonia heptapeta Buc'hoz
- Magnolia alexandrina Steud.
- Magnolia citriodora Steud.
- Magnolia conspicua Salisb.
- Magnolia conspicua var. purpurascens Rehder & E.H.Wilson
- Magnolia conspicua var. rosea Veits
- Magnolia cyathiformis Rinz ex K.Koch
- Magnolia denudata var. angustitepala T.B.Chao & Z.S.Chun
- Magnolia heptapeta (Buc'hoz) Dandy
- Magnolia obovata var. denudata (Desr.) DC.
- Magnolia precia Corrêa ex Vent.
- Magnolia purpurea var. denudata (Desr.) Loudon
- Magnolia spectabilis G.Nicholson
- Magnolia superba G.Nicholson
- Magnolia triumphans G.Nicholson
- Magnolia yulan Desf.
- Michelia yulan (Desf.) Kostel.
- Yulania conspicua (Salisb.) Spach
- Yulania denudata (Desr.) D.L.Fu
- Yulania pyriformis (T.D.Yang & T.C.Cui) D.L.Fu[8][9][10]